# Balthasar

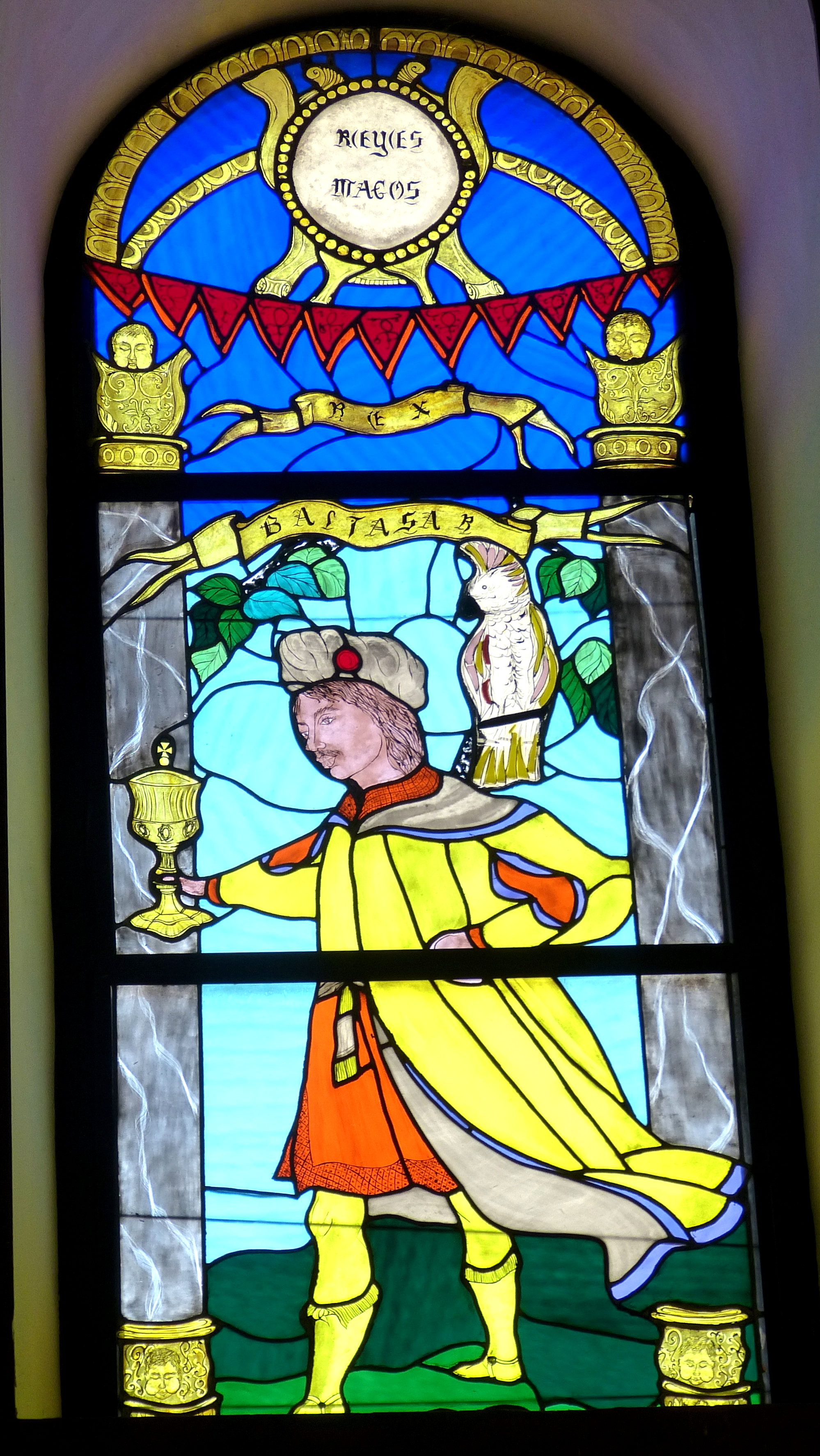
Balthasar als einer der Heiligen Drei Könige, Agaete (Gran Canaria)

Balthasar ist ein männlicher Vorname sowie ein Nachname.

## Herkunft und Verbreitung
Balthasar ist die griechische Form des babylonischen Vornamens Bel-šarru-uṣur.
Er bedeutet Baal/Gott schütze den König.
Der Name ist bei einem babylonischen Regenten aus dem 6. Jahrhundert überliefert, der auch in der Bibel (Dan 5 ) erwähnt wurde. Er wurde ebenfalls als Beiname des Propheten Daniel in der griechischen Version der Hebräischen Bibel/Alten Testaments (Septuaginta) Dan 10,1  verwendet.
In Mitteleuropa wurde spätestens seit dem 9. Jahrhundert Balthasar als Name eines der drei Weisen (Sterndeuter) bei Jesu Geburt verwendet und seitdem als Vorname gebraucht.

## Namenstag
- 6. Januar (Gedenktag der Heiligen Drei Könige)

## Varianten
- Baldassarre, Baldassare  – italienisch
- Baltasar
- Baltazar – polnisch,  portugiesisch, spanisch
- Baltazár – slowakisch, tschechisch
- Balthasar – deutsch, niederländisch
- Balthazar – englisch, französisch
- Boldizsár – ungarisch
- Бальтазар – bulgarisch, russisch
- Балтазар – serbisch, ukrainisch

Kurzformen
Balcer (polnisch), Balczus (preußisch-litauisch), Baldus, Baldzer, Balles, Balster, Baltes, Balthas,
Balthes, Baltz, Balz (Schweiz), Baltzer, Balzar, Balzer, Hauser (Kärnten), Hausl (bairisch)
Abgeleitete Formen
- Balczuweit[4], Baldzuweit, Balschuweit (preußisch-litauisch)
- Baldessari (italienisch)

## Namensträger

### Vorname

#### Balthasar
- einer der Heiligen drei Könige; die Bibel erwähnt allerdings deren Namen nicht, sie sind erst seit dem 8. Jahrhundert überliefert.

Mittelalter
- Balthasar von Thüringen (1336–1406), Markgraf von Meißen und Landgraf von Thüringen
- Balthasar (Werle) (um 1375–1421), Herr zu Werle-Güstrow
- Balthasar (Mecklenburg) (1451–1507) Herzog zu Mecklenburg
- Balthasar von Schlieben († nach 1485), Propst und kurfürstlicher Rat in Brandenburg
- Balthasar Sprenger (unbekannt–um 1510), Tiroler Afrika- und Indienreisender
- Balthasar von Promnitz (1488–1562), Bischof von Breslau
- Balthasar von Esens († 1540), mittelalterlicher Seeräuber
- Balthasar Kademann (1533–1607), evangelischer Theologe, Hofprediger, Superintendent
- Balthasar von Dernbach (1548–1606; genannt Grauel), Benediktiner, Fürstabt von Fulda 1570–1576 und 1602–1606, führte die Gegenreformation und Hexenverfolgungen durch
- Balthasar Crusius (1550–1630), evangelischer Theologe, Schulrektor, Pfarrer und Autor von Schuldramen

Neuzeit
- Balthasar Ableithner (1614–1705), bayerischer Bildhauer
- Balthasar Balduin (1605–1652), deutscher lutherischer Theologe
- Balthasar Bekker (1634–1698), deutsch-niederländischer protestantischer Theologe, Philosoph und Prediger der frühen Aufklärung
- Balthasar de Castro (* ~ 1620; † 1687), aus sefardischer Familie, war Marrane, Arzt, Philosoph und Schriftsteller
- Balthasar Denner (1685–1749), deutscher Maler
- Balthasar Ehrhart (1700–1756), deutscher Mediziner, Apotheker, Botaniker und Paläontologe
- Balthasar Fischer (1912–2001), deutscher katholischer Theologe und Liturgiewissenschaftler
- Balthasar Glättli (* 1972), Schweizer Politiker
- Baltasar Gracián (1601–1658), spanischer Schriftsteller, Hochschullehrer und Jesuit
- Balthasar Hubmaier (1485–1528), führende Täuferpersönlichkeit der Reformationszeit sowie ein Märtyrer der Täuferbewegung
- Balthasar Jenichen (* vor 1550; † vor 1621), deutscher Goldschmied, Kupferstecher und Verleger
- Balthasar Kircher (* unbekannt; † nach 1601), deutscher Steinmetz und Steinbildhauer der Renaissance
- Balthasar Klossowski de Rola mit dem Künstlernamen Balthus (1908–2001), französischer Maler
- Balthasar Lutter (1698–1757), deutscher Violinist und Kurfürstlich Hannoverscher Hofkapellmeister
- Balthasar Meisner (1587–1626), deutscher evangelisch-lutherischer Theologe und Ethiker
- Balthasar Mentzer der Ältere (1565–1627), deutscher lutherischer Theologe
- Balthasar Mentzer der Jüngere (1614–1679), deutscher lutherischer Theologe
- Balthasar Mentzer III (1651–1727), deutscher Mathematiker, Astronom und Hochschullehrer
- Balthasar Mentzer IV (1679–1741), deutscher lutherischer Theologe
- Balthasar Michel (1576–vor 1604), Schweizer Bildhauer
- Balthasar Ferdinand Moll (1717–1785), österreichischer Bildhauer
- Balthasar Münch (1821–1885), deutscher Mühlenbesitzer, Bürgermeister und Abgeordneter
- Balthasar Nick (1678–1749), Baumeister des Barock und Rokoko
- Balthasar Neumann (1687–1753), deutscher Baumeister
- Balthasar Permoser (1651–1732) bedeutender Bildhauer des Barock, verantwortlich für die Bildhauerei am Zwinger (Dresden)
- Balthasar Rüssow (1536–1600), Chronist Livlands und Estlands
- Balthasar Schneider (* 1984), österreichischer Skispringer
- Balthasar Sprenger (1724–1791), deutscher Theologe und Agrarwissenschaftler
- Balthasar Stolberg (1640–1684), deutscher Philologe, Hochschullehrer und -rektor
- Balthasar Trischberger (1721–1777), deutscher Baumeister des Barock
- Balthasar Uloth (1608–1642), hessen-darmstädtischer Mediziner und Stadtphysikus von Darmstadt und Babenhausen
- Balthasar Venator (1594–1664), deutscher Späthumanist, neulateinischer Dichter und Satiriker
- Balthasar Waitz (* 1950), rumäniendeutscher Journalist, Schriftsteller und Übersetzer aus dem Rumänischen
- Balthasar Friedrich Wilhelm Zimmermann (1807–1878), Pfarrer, Parlamentarier, Bauernkriegsforscher

Zwischenname
- Max Balthasar Streibl (1932–1998), ehemaliger Ministerpräsident von Bayern

#### Balthazar
- Balthazar Getty (* 1975), US-amerikanischer Schauspieler und Musiker
- Balthazar Richard (* um 1600; † nach 1660), Komponist und Zinkenist des Barock
- Balthazar Georges Sage (1740–1824), französischer Mineraloge und Chemiker
- Balthazar Johannes Vorster (1915–1983), südafrikanischer Politiker der Apartheid-Ära, Staatspräsident

Zwischenname
- Alexandre Balthazar Laurent Grimod de la Reynière (1758–1837), französischer Gastrosoph

### Familienname
- Balthasar (Gelehrtenfamilie), vorpommersche Pastoren und Gelehrte
- Balthasar (Patrizierfamilie), dem Patriziat (Luzern) angehörende Adelsfamilie (vgl. u. a. Hans Urs von Balthasar)
- Alexander Balthasar (* 1961), österreichischer Verwaltungsbeamter und Staatswissenschaftler
- Anna Christina Ehrenfried von Balthasar (1737–1808), deutsche Akedemikerin
- Augustin von Balthasar (1701–1786), deutscher Jurist und Historiker
- Augustinus Balthasar (1632–1688), deutscher Theologe und Generalsuperintendent
- Basilius Balthasar (1709–1776), Schweizer Bibliothekar
- Christiane Balthasar (* 1970), deutsche Fernsehregisseurin
- Eucharius Balthasar, deutscher Benediktiner und Abtvertreter
- Felix Balthasar (1794–1854), Schweizer Politiker
- Friedrich von Balthasar (1777–1811), preußischer Beamter
- Franz Urs von Balthasar (1689–1763), Schweizer Geistlicher
- Georg Balthasar († 1629), böhmischer Märtyrer
- Georg Nikolaus von Balthasar (1692–1753), deutscher Militär
- Hans Urs von Balthasar (1905–1988), Schweizer Theologe
- Jacob Balthasar (Rechtsgelehrter) (1652–1706), deutscher Rechtsgelehrter
- Jakob III. Balthasar (1594–1670), deutscher Theologe
- Jakob IV. Balthasar (1618–1691), deutscher Theologe
- Jakob Heinrich von Balthasar (1690–1763), deutscher Theologe und Geschichtsforscher
- Johann Gustav von Balthasar (1704–1773), deutscher Politiker, Bürgermeister von Greifswald
- Joseph Anton Felix von Balthasar (1737–1810), Schweizer Politiker, Historiker und Staatsmann
- Karl Balthasar (1868–1937), deutscher Theologe und Hochschullehrer
- Klaus-Peter Balthasar (* 1954), deutscher Jurist und Politiker (CDU), Landrat von Cochem-Zell
- Marcel Balthasar (* 1939), luxemburgischer Bogenschütze
- Maria Barbara Franziska Balthasar (1660–1737), Schweizer Äbtissin
- Philipp Jakob von Balthasar (1726–1807), deutscher Theologe und Kirchenhistoriker
- Ramona Balthasar (* 1964), deutsche Ruderin
- Renée von Balthasar (1908–1986), Schweizer Ordensfrau und Generaloberin
- Sebastian Balthasar (* 1996), deutscher Automobilrennfahrer
- Wilhelm Balthasar (1914–1941), deutscher Jagdflieger
- Wilhelm Augustin Balthasar (1866–1933), deutscher Finanzbeamter und Bühnenautor
- Wilhelm Augustin Balthasar-Wolfradt (1864–1945), deutscher Freimaurer

## Pseudonym
- Balthasar, Pseudonym von Wolfgang Freundorfer (1947–2020), deutscher Schauspieler und Schlagersänger

## Sonstige Verwendung
- eine Flaschengröße beim Champagner